# 플라타니아스 FC
플라타니아스 FC(그리스어: Αθλητικός Όμιλος Πλατανιά Χανίων)는 하니아의 플라타니아스를 연고로 하는 그리스의 축구 클럽이다. 2012년에 구단 역사상 처음으로 1부 리그에 진출하였고 2018년까지 6시즌을 보냈다. 이후 수페르리가 2, 감마 에스니키까지 연이어 강등되었다가 2021년 코로나19 범유행에 따른 재정난을 이유로 해체되었다.